# 阿德萊德市政廳

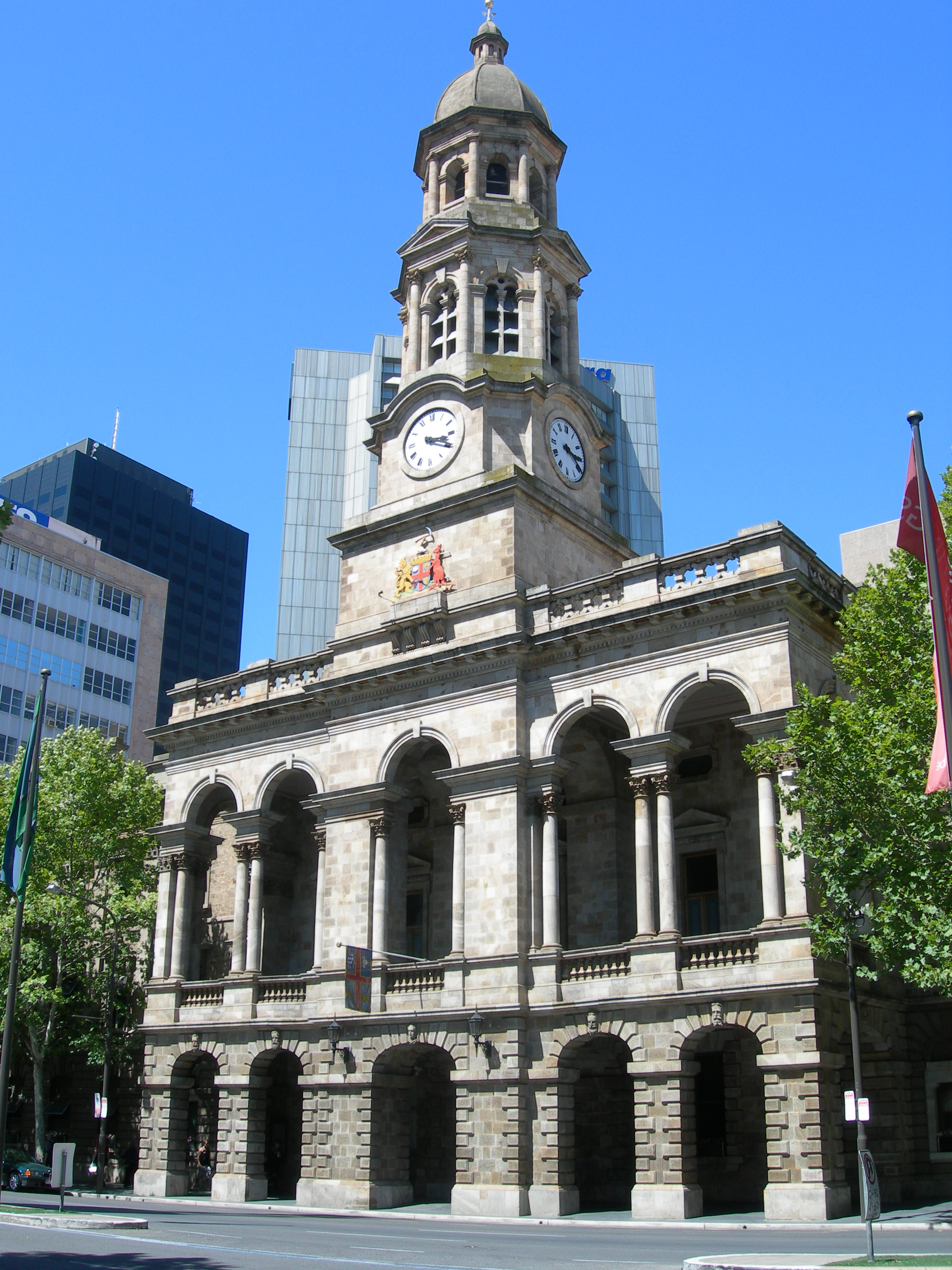
阿德萊德市政廳

阿德萊德市政廳（英語：Adelaide Town Hall）是澳大利亞南澳大利亞州首府阿德萊德的地標之一，是阿德萊德市政局的議事堂，位於英皇威廉街。阿德萊德市政廳於1863年開始興建，在1866年竣工。披頭士樂隊在1964年層到訪阿德萊德市政廳。